# Міллерстаун (Пенсільванія)
Міллерстаун (англ. Millerstown) — місто (англ. borough) в США, в окрузі Перрі штату Пенсільванія. Населення — 691 особа (2020).

## Географія
Міллерстаун розташований за координатами 40°33′21″ пн. ш. 77°9′5″ зх. д. / 40.55583° пн. ш. 77.15139° зх. д. (40.555843, -77.151413).  За даними Бюро перепису населення США в 2010 році місто мало площу 2,38 км², з яких 2,19 км² — суходіл та 0,19 км² — водойми.

## Демографія
Згідно з переписом 2010 року, у селищі мешкали 673 особи в 253 домогосподарствах у складі 194 родин. Густота населення становила 283 особи/км².  Було 277 помешкань (116/км²).
Расовий склад населення:
| - 97,5 % — білих - 0,4 % — корінних американців - 0,3 % — азіатів - 0,1 % — вихідців з тихоокеанських островів |

До двох чи більше рас належало 1,2 %. Частка іспаномовних становила 2,1 % від усіх жителів.
За віковим діапазоном населення розподілялося таким чином: 25,4 % — особи молодші 18 років, 61,7 % — особи у віці 18—64 років, 12,9 % — особи у віці 65 років та старші. Медіана віку мешканця становила 39,8 року. На 100 осіб жіночої статі у селищі припадало 96,2 чоловіків;  на 100 жінок у віці від 18 років та старших — 88,7 чоловіків також старших 18 років.
Середній дохід на одне домашнє господарство  становив 71 567 доларів США (медіана — 64 167), а середній дохід на одну сім'ю — 78 384 долари (медіана — 74 583). Медіана доходів становила 57 031 долар для чоловіків та 40 938 доларів для жінок. За межею бідності перебувало 11,5 % осіб, у тому числі 15,8 % дітей у віці до 18 років та 6,8 % осіб у віці 65 років та старших.
Цивільне працевлаштоване населення становило 353 особи. Основні галузі зайнятості: освіта, охорона здоров'я та соціальна допомога — 27,2 %, виробництво — 12,2 %, публічна адміністрація — 10,2 %, науковці, спеціалісти, менеджери — 9,3 %.